# Lançon-Provence
Lançon-Provence je francouzská obec. Leží 5 km jižně od Salon-de-Provence. K 1. lednu 2014 zde žilo 8738 obyvatel.
Dominantou Lançonu je hrad z 12. století. Město je místem s památkami na oppidum nebo osadu, nachází se zde řecko-římské zříceniny a na břehu asi 5 km vzdáleného jezera Étang de Berre jsou zbytky zatopeného antického města Mastromela.

## Galerie

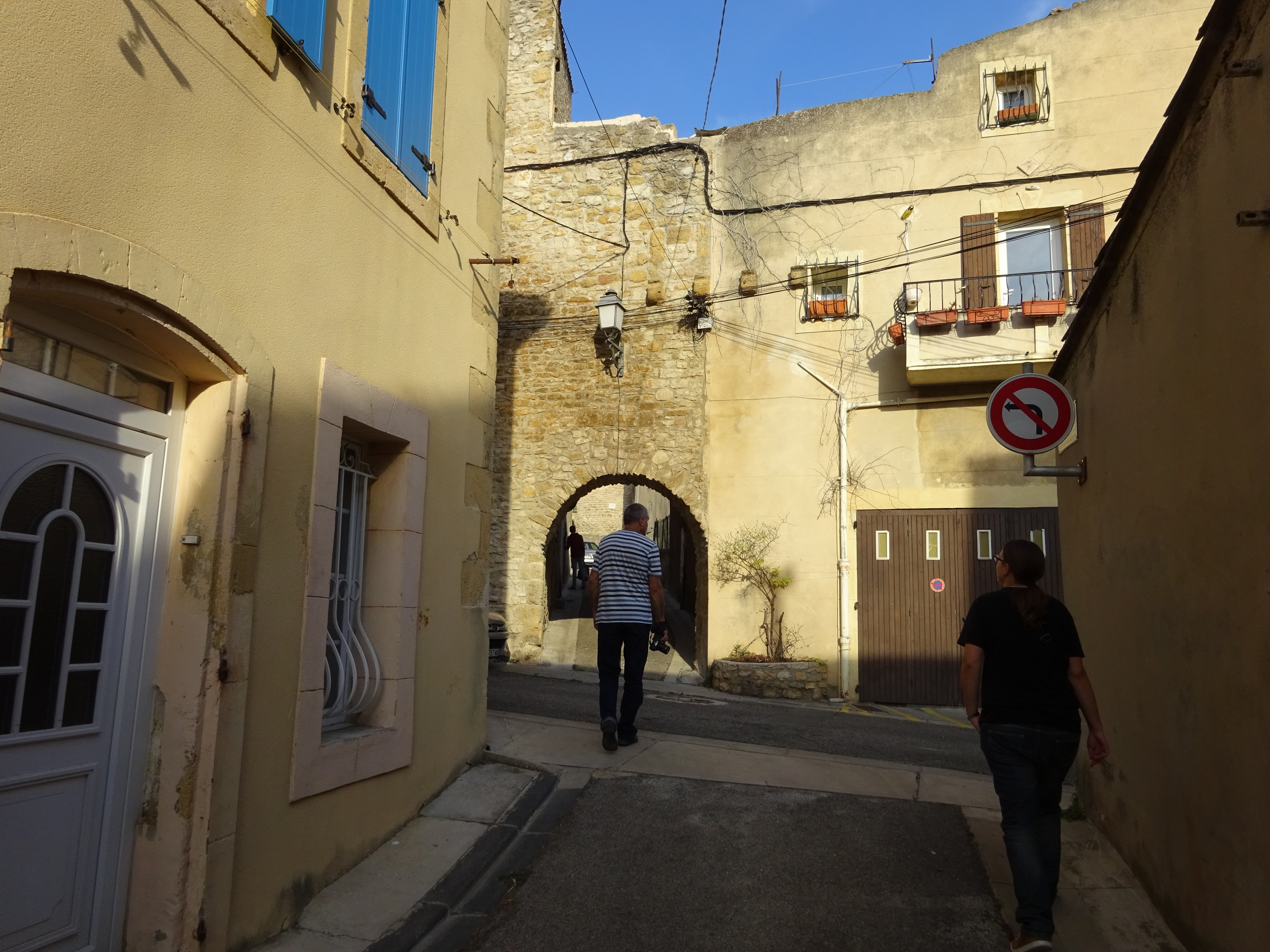
Ulička v obci
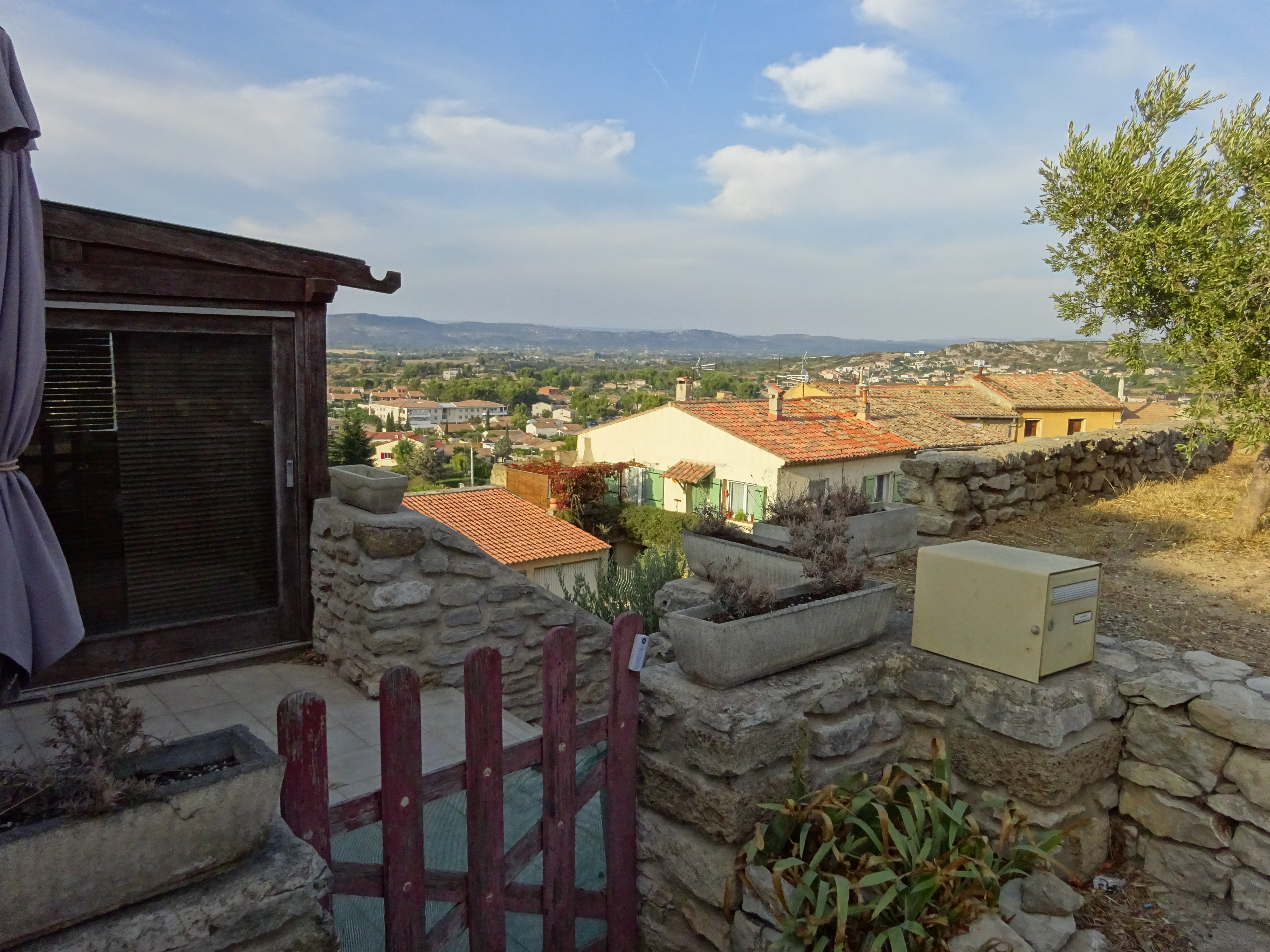
Pohled z hradeb
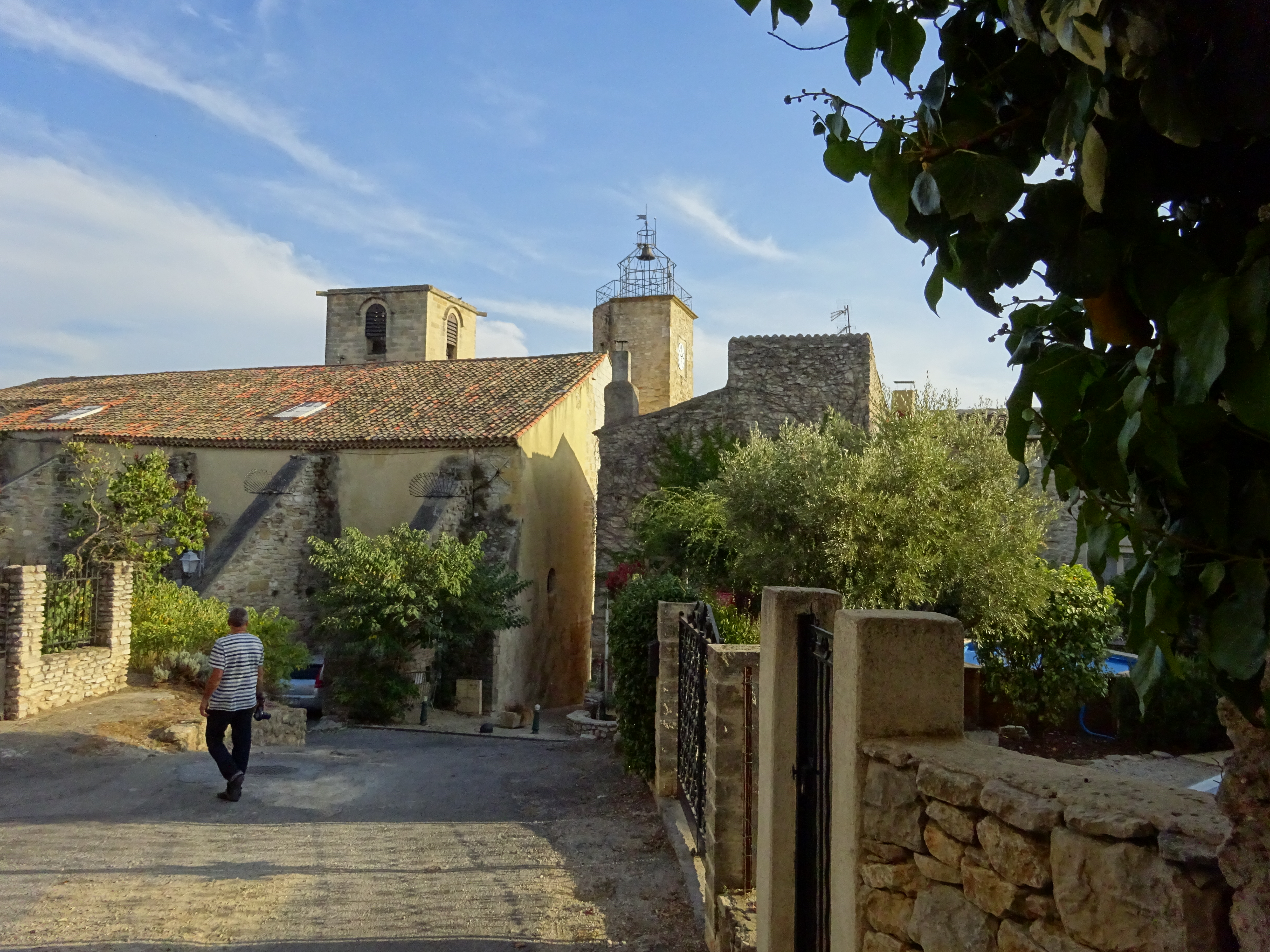
Panorama vesnice
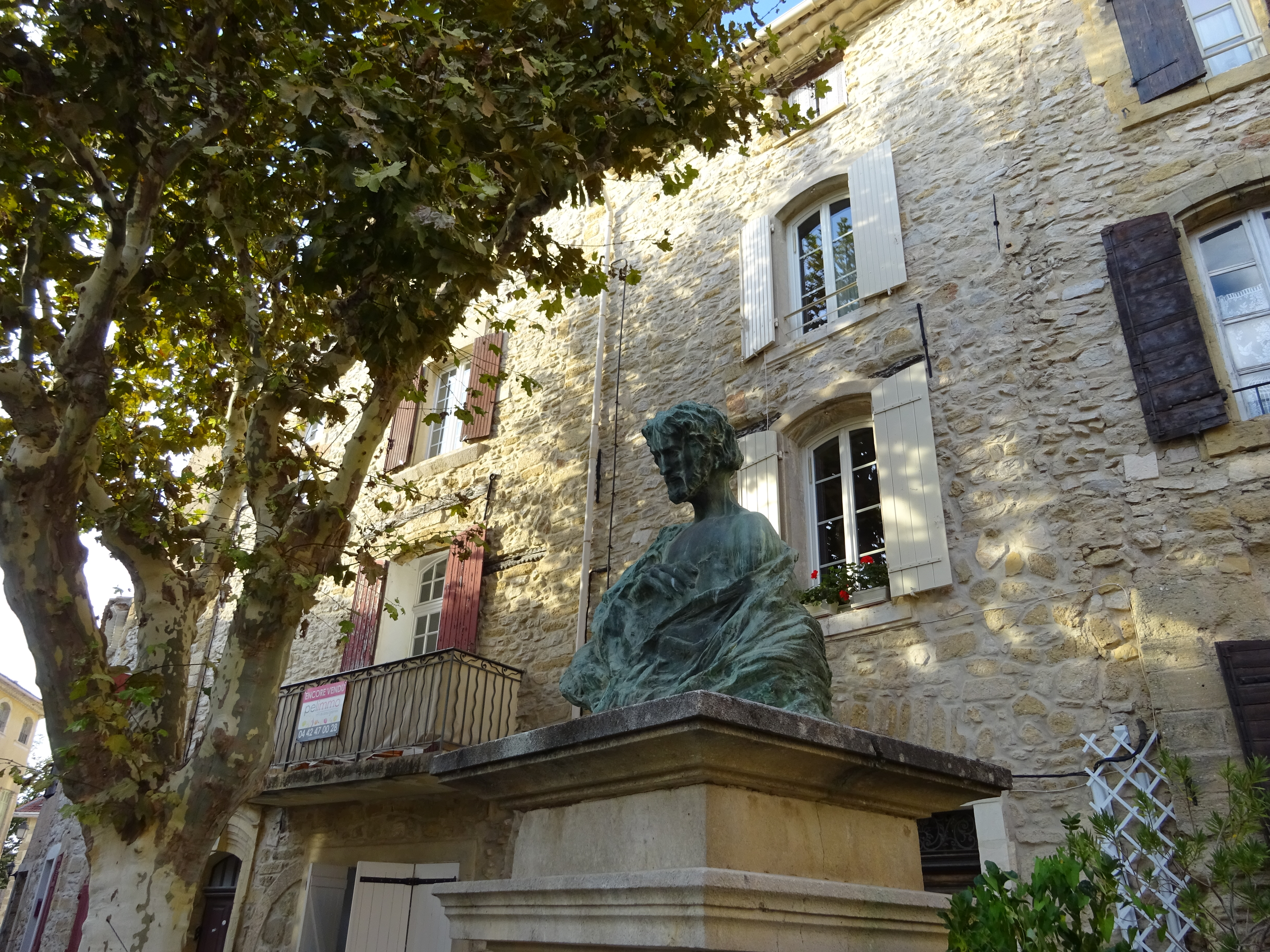
Socha v Lançon-Provence
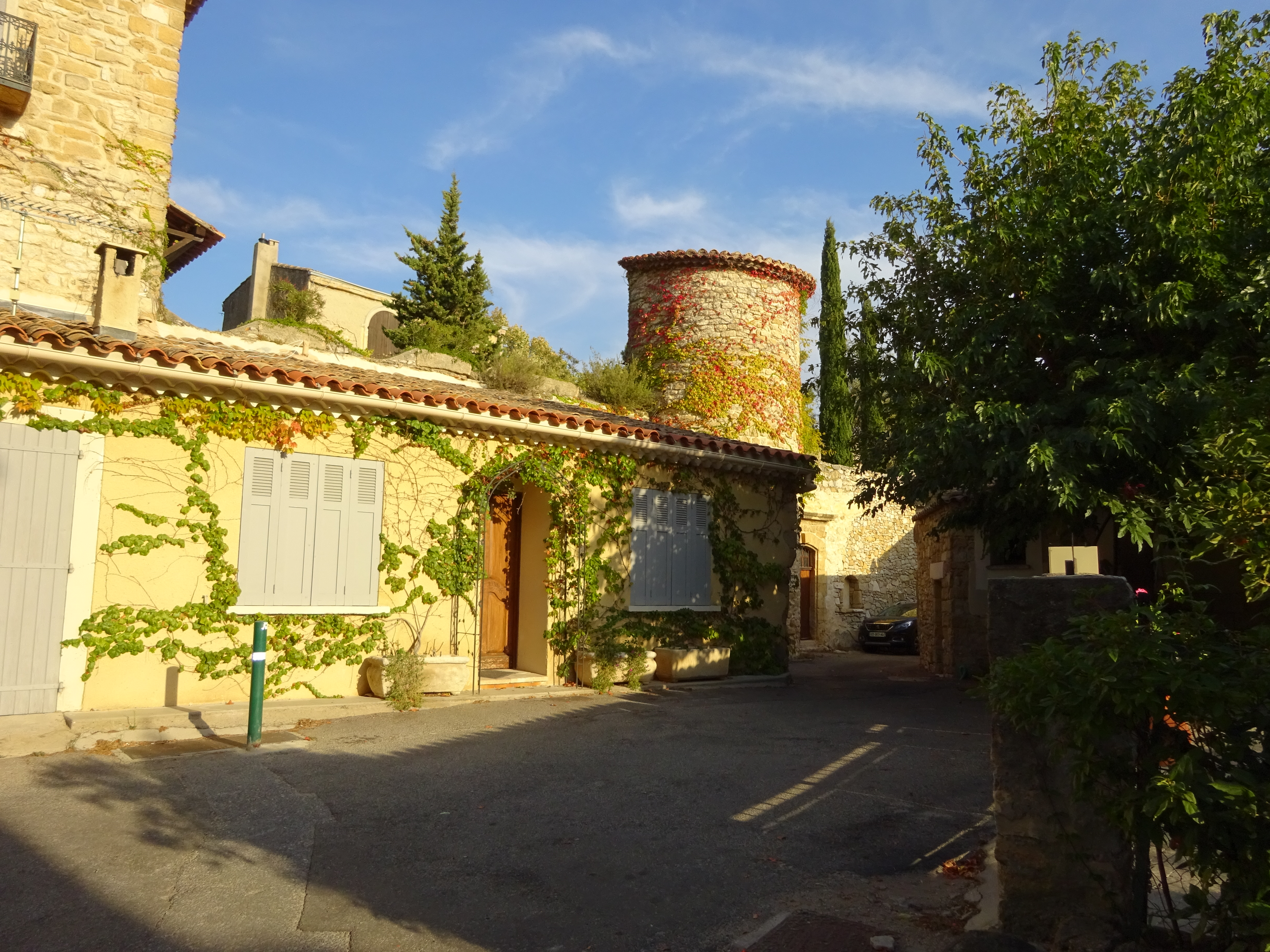
Zákoutí v Lançon-Provence